# Philip Burne-Jones
Pour les articles homonymes, voir Philip Jones, Burne (homonymie) et Jones.

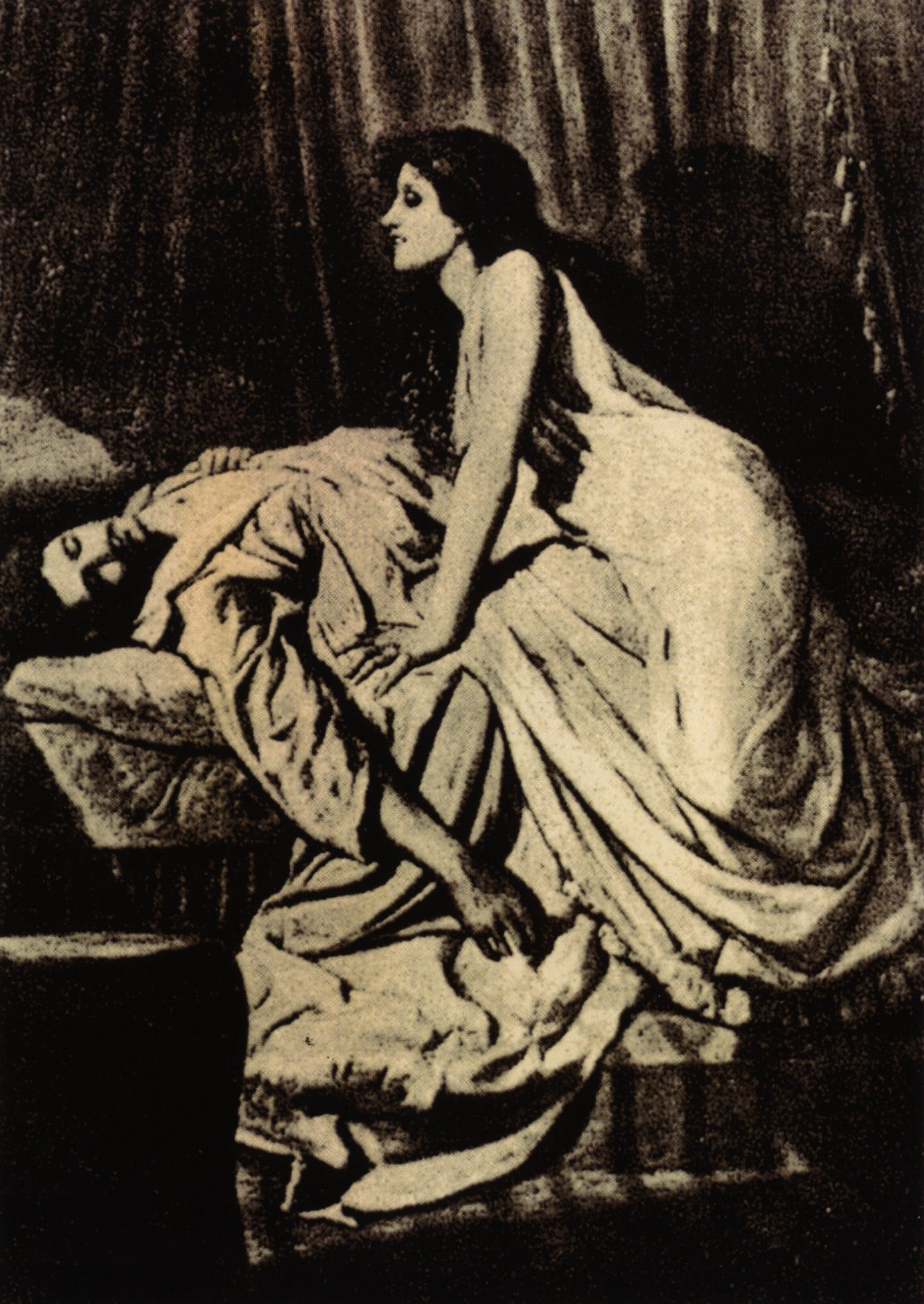
The Vampire par Philip Burne-Jones, son plus fameux travail artistique.

Philip Burne-Jones, 2e baronnet (1861–1926) est le premier enfant de l'artiste britannique préraphaéliste Sir Edward Burne-Jones. Il devint un peintre reconnu, produisant plus de 60 peintures, dont des portraits, des paysages et des fantaisies poétiques.

## Biographie
Il est né à Londres en 1861 et fut éduqué à Marlborough College. Il a suivi des cours à l'université d'Oxford pendant deux ans, qu'il a quitté sans obtenir un diplôme. Pour apaiser ses parents, il a suivi des cours de peinture à Londres.
Il avait un talent certain : plusieurs de ses peintures furent exposées dans des galeries d'arts réputées de Londres et de Paris. La Royal Academy a exhibé ses œuvres à onze reprises entre 1898 et 1918. Son travail fut aussi exposé au Salon de Paris en 1900. C'est à cet endroit qu'il a montré pour la première fois un portrait de son père, portrait qui appartient au National Portrait Gallery à Londres en 2010. Il a aussi peint des personnes connues à l'époque.
Son plus fameux ouvrage, Le Vampire, portrait d'une femme enfourchant un homme inconscient, mettrait en vedette l'actrice Mrs. Patrick Campbell, femme avec laquelle Burne Jones a vécu une relation intime. Ce portrait aurait aussi inspiré Rudyard Kipling lors de la rédaction d'un poème du même titre.
Son père étant reconnu, le travail de Philip fut régulièrement comparé de façon défavorable à celui de ce dernier. Son père ayant reçu le titre de baronnet en 1894, Philip en hérita à sa mort. Edward Burne-Jones aurait accepté le titre à l'insistance de Philip.
Philip a visité les États-Unis en 1902, où il était reconnu dans les salons mondains. Il a cependant vécu la presque totalité de sa vie à Londres, où il est mort en 1926.